# 菲力浦·伊盧姆·克林特
菲力浦·伊盧姆·克林特（丹麥語：Philip Illum Klindt，1999年11月20日—），丹麥男子羽球運動員。

## 簡歷
2019年4月，菲力浦·伊盧姆·克林特在克羅埃西亞國際賽男雙項目首次晉級決賽。同年5月，他搭檔麥斯·托伊厄森在德國國際賽晉級男雙決賽，以直落二（21-18、21-13）擊敗同樣來自丹麥的埃米尔·劳里岑/马德斯·默霍尔姆，收穫國際賽首冠。

## 主要比賽成績
只列出曾進入準決賽的國際賽事成績：
| 年份   | 賽事                 | 公開賽級別 | 項目     | 搭檔          | 成績   |
| ------ | -------------------- | ---------- | -------- | ------------- | ------ |
| 2019年 | 克羅地亞羽毛球國際賽 | 未來系列賽 | 男子雙打 | Jakob Stage   | 亞軍   |
| 2019年 | 德國羽毛球國際賽     | 未來系列賽 | 男子雙打 | 麥斯·托伊厄森 | 冠軍   |
| 2019年 | 杜拜羽毛球國際挑戰賽 | 國際挑戰賽 | 男子雙打 | 麥斯·托伊厄森 | 準決賽 |
| 2019年 | 挪威羽毛球國際賽     | 國際系列賽 | 男子雙打 | 麥斯·托伊厄森 | 準決賽 |

| 2018-2026年 | 總決賽 | 超級1000賽 | 超級750賽 | 超級500賽 | 超級300賽 | 超級100賽 | 國際挑戰賽 | 國際系列賽 | 未來系列賽 | 其他 |